# Kamila Shamsie
Kamila Shamsie (Karachi, 13 agosto 1973) è una scrittrice britannica d'origine pakistana.

## Biografia
Nata nel 1973 a Karachi e cresciuta in Pakistan, ha ottenuto un Bachelor of Arts in scrittura creativa all'Hamilton College di New York e un Master of Fine Arts all'Università di Massachusetts Amherst.
Ha pubblicato il suo primo romanzo, In the City by the Sea nel 1998, a 25 anni, durante gli studi al college giungendo finalista al John Llewellyn Rhys Prize e ricevendo il Prime Minister's Award for Literature in Pakistan.
Giornalista per varie riviste tra cui il Guardian, vive tra Londra e Karachi.
Con il romanzo Io sono il nemico, rivisitazione in chiave moderna della tragedia Antigone di Sofocle, ha vinto nel 2018 il Women's Prize for Fiction.
Vincitrice in un primo momento del Premio Nelly Sachs 2019, si è vista revocare il riconoscimento dalla giuria a causa del supporto della scrittrice alla campagna di Boicottaggio, disinvestimento e sanzioni contro Israele.

## Opere

### Romanzi
- In the City by the Sea (1998)
- Sale e zafferano (Salt and Saffron, 2000), Milano, Ponte alle Grazie, 2000 traduzione di Raffaella Belletti ISBN 88-7928-512-2.
- Kartografia (Kartography), Milano, Ponte alle Grazie, 2001 traduzione di Riccardo Cravero ISBN 88-7928-520-3.
- Versi spezzati (Broken Verses), Milano, Ponte alle Grazie, 2005 traduzione di Guido Calza ISBN 88-7928-750-8.
- Ombre bruciate (Burnt Shadows, 2009), Milano, Ponte alle Grazie, 2010 traduzione di Guido Calza ISBN 978-88-6220-035-6.
- A God in Every Stone (2014)
- Io sono il nemico (Home Fire, 2017), Milano, Ponte alle Grazie, 2018 traduzione di Andrea Carlo Cappi ISBN 978-88-6833-744-5.
- Un'amicizia perfetta (Best of friends), Milano, Astoria, 2022 traduzione di Cecilia Vallardi ISBN 978-88-332-1139-8.

### Saggi
- Offence: the Muslim case (2009)

## Premi e riconoscimenti
- Anisfield-Wolf Book Award: 2010 per Ombre bruciate
- Orange Prize: 2018 per Io sono il nemico